# Mayer Candelo
Mayer Andrés Candelo García (Cali, 20 de febrero de 1977) es un exfutbolista y entrenador colombiano.

## Trayectoria como jugador

### Alianza Llanos, Deportivo Pasto y Deportivo Cali
Tras destacarse en la selección de fútbol del Valle del Cauca junto con otros jugadores que llegaron al profesionalismo como Julián Viáfara en los torneos Difutbol y las divisiones menores del Deportivo Cali, Mayer es contratado por Alianza Llanos durante una temporada, allí logró anotar su primer gol como jugador profesional en el año en el Estadio Luis A. Duque Peña frente al Girardot Fútbol Club. Posteriormente llega al Deportivo Cali debutando el 14 de febrero de 1996. Debido a que el equipo azucaro contrató a Carlos «Pibe» Valderrama, es cedido brevemente en 1997 al Deportivo Pasto de la Categoría Primera B siendo dirigido por Tribilin Valencia.
Su aparición en el fútbol colombiano fue muy esperada, ya que manejaba muy bien la pierna izquierda y era un típico volante 10. Fue seleccionado para integrar la selección de menores. Ya en el año 1999, se convirtió en el conductor del Deportivo Cali, al que llevó a la final de la Copa Libertadores de América, que perdió con Palmeiras de Brasil.

### Vélez Sarsfield
En 2000 jugó en Vélez Sársfield junto con sus compatriotas Jairo «Tigre» Castillo y Julián «Matador» Téllez, pero sin ningún éxito.

### América y Millonarios
Luego, Candelo regresó a Colombia y continuó su carrera en Cortuluá, América de Cali y Millonarios, equipo del cual salió luego de una polémica actuación en los cuadrangulares semifinales de 2003 contra el cuadro Centauros Villavicencio en la cual el 10 albiazul falló un penal. En su primer período en Millonarios, disputó treinta y cinco partidos y anotó siete goles.

### Cortuluá y controversia con fichajes
En el segundo semestre del año 2004, Mayer realizó la pretemporada con Independiente Santa Fe bajo las órdenes del entrenador Jaime de La Pava. A escasos días de iniciar el campeonato, dejó el equipo cardenal y, cuando estaba a punto de firmar por el Cobreloa de Chile, unos enredos dirigenciales impidieron que se concretara el fichaje. A su regreso a Colombia, el presidente de Santa Fe (Eduardo Méndez) le impidió seguir entrenando con el equipo y además se conoció que, mientras negociaba su contrato con estas instituciones, era de igual manera esperado por el senador Camargo, dueño del Deportes Tolima, para fichar con el club vinotinto y oro en la ciudad de Ibagué. Finalmente, terminó jugando ese campeonato con el Cortuluá.

### Universidad de Chile
A principios de 2006, fue fichado por la Universidad de Chile, equipo con el que alcanzó la final del Torneo Apertura de ese año. En esta final el colombiano viviría uno de sus momentos más polémicos, donde la U se enfrentaba por el título a su más acérrimo rival, Colo-Colo. A pesar de que la Universidad de Chile jugó mejor los encuentros de la final, esta no pudo hacerse del título en cancha (en la ida Colo-Colo ganó 1-2 en calidad de visita, y en la vuelta la Universidad de Chile logró el empate de la llave ganando de visita por 0-1), debiendo definir el título mediante lanzamientos penales.
Candelo fue el encargado de definir el tercer penal, los azules estaban 2-1 debajo en el marcador. Pero el portero universitario Miguel Pinto acababa de contener el tiro de Luis Mena, por lo que si el colombiano convertía igualaba la tanda (anteriormente el portero albo Claudio Bravo había contenido el débil disparo del azul Hugo Droguett). Mayer decidió picar débilmente el balón al medio, mientras que el golero albo se lanzó hacia su izquierda, lo que dio lugar a una de las escenas más recordadas del fútbol chileno, ya que Claudio Bravo, en una reacción felina, logró reponerse del suelo y alcanzó a manotear el balón, desviándolo hacia el palo y rebotando hacia afuera. Esta decisión le costó el campeonato al equipo azul, ya que Colo-Colo no falló ningún penal de ahí en adelante y terminó ganando por 4-2 a la Universidad de Chile.
Este lanzamiento penal le costó caro a Candelo, quien además de ser despedido de la U, recibió el repudio total de los hinchas, incluso llegando a recibir amenazas de muerte. Hasta el día de hoy, es recordado ese penal por los hinchas de ambos equipos, para bien o para mal.

### Universitario
En el segundo semestre de 2006, llega al club Universitario de Deportes, donde participa en el Torneo Clausura de ese año llegando a disputar la final ante Cienciano que terminaría en derrota perdiendo así la oportunidad de disputar el título nacional de esa temporada. Sin embargo, logrando clasificar para la Copa Sudamericana 2007. En 2007 una lesión en el ojo izquierdo lo alejaría de las canchas durante unos meses. En 2008 con Ricardo Gareca como entrenador del equipo sale campeón del Torneo Apertura 2008. Para el Clausura el equipo decaería en su juego y no llegaría a disputar el play-off y terminaría en segundo lugar. Tras la salida de Gareca y la llegada de Juan Reynoso, Candelo no tendría lugar en el equipo debido a diferencias futbolísticas con el nuevo entrenador.

### Juan Aurich y César Vallejo
En 2009 ficha por el Juan Aurich de Chiclayo.
En 2010 juega por la Universidad César Vallejo jugando así la Copa Sudamericana 2010 y clasificando para la Copa Sudamericana 2011. Jugando treinta y tres partidos y anotó once goles

### Segunda etapa en Millonarios
En 2011 regresa a Millonarios, club donde era capitán del equipo. Mayer Candelo fue clave y bastión fundamental para que Millonarios pudiera conseguir la Copa Colombia marcando el gol que sentenciaría la final 2-0 contra Boyacá Chico y así cortar con una sequía de 10 años sin títulos oficiales que tenía el equipo azul y además el mago como capitán fue campeón del Torneo Finalización 2012 aportando 7 asistencias de gol y donde el equipo azul obtendría se decimocuarto título de liga. 
El 6 de abril de 2013, en el clásico 270 frente a Santa Fe, partido que termina 3-1 a favor de Millonarios, Mayer anota su gol 100 en su carrera deportiva.
El 28 de mayo de 2015 marca su primer gol en el Apertura 2015 por el primer partido de semifinales donde su equipo ganó 3-2 sobre el Deportivo Cali marcando el gol de la victoria en el minuto 87 tras un gol de media distancia.
Se despediría del club embajador en el Finalización 2015 después de cinco años y con dos títulos quedando en la historia del club embajador con 267 partidos jugados y 30 goles convertidos (Contando los de su primer paso en 2002-2003).
Sumando amistosos disputaria un total de 299 partidos anotando 32 goles, en 2016 fue homenajeado por el club con esta cifra.
| Temporada  | Liga  | Liga  | Liga  | Copas Nacionales | Copas Nacionales | Copas Nacionales | Copas Internacionales | Copas Internacionales | Copas Internacionales | Total | Total | Total |
| Temporada  | Part. | Goles | Asis. | Part.            | Goles            | Asis.            | Part.                 | Goles                 | Asis.                 | Part. | Goles | Asis. |
| ---------- | ----- | ----- | ----- | ---------------- | ---------------- | ---------------- | --------------------- | --------------------- | --------------------- | ----- | ----- | ----- |
| F-2002     | 18    | 2     | 0     | —                | —                | —                | —                     | —                     | —                     | 18    | 2     | 0     |
| A-2003     | 18    | 5     | 0     | —                | —                | —                | —                     | —                     | —                     | 18    | 5     | 0     |
| 2011       | 39    | 4     | 5     | 11               | 2                | 3                | —                     | —                     | —                     | 50    | 6     | 8     |
| 2012       | 31    | 3     | 10    | 2                | 0                | 0                | 9                     | 0                     | 4                     | 42    | 3     | 14    |
| 2013       | 38    | 3     | 8     | 7                | 0                |                  | 4                     | 0                     | 1                     | 49    | 3     | +9    |
| 2014       | 38    | 4     | 8     | 7                | 2                |                  | 2                     | 0                     | 0                     | 47    | 6     | +8    |
| 2015       | 40    | 3     | 7     | 3                | 2                |                  | —                     | —                     | —                     | 43    | 5     | +7    |
| Total club | 222   | 24    | 35    | 30               | 6                | 3                | 15                    | 0                     | 5                     | 267   | 30    | +46   |

### Cortuluá
En enero de 2016, regresa a Cortuluá como su último refuerzo. Sería el líder del equipo que llegaría a semifinales del Torneo Apertura junto con el goleador Miguel Ángel Borja, son eliminados en penales por el Independiente Medellín.

Jugaría veintidós partidos y marcaría tres goles.

### Deportivo Cali
El 15 de junio, vuelve para retirarse en el equipo de cual es hincha, el Deportivo Cali. En su debut, el 3 de julio, marcaría el primer gol de la victoria 3 a 1 sobre su exequipo el Cortuluá. Volvería a marcar su segundo gol el 24 de agosto en la victoria 2-0 a Deportes Tolima por la ida de los cuartos de final de la Copa Colombia 2016 donde también haría una asistencia.

### Atlético Huila
A sus cuarenta y un años, se confirmó de manera oficial para el Atlético Huila llegando a un acuerdo con el club para su contratación como agente libre tras no concretarse su retiro y eventual paso a la dirección técnica en un club el cual no se reveló de manera oficial.

### Cortuluá
Es refuerzo para el segundo semestre de 2018 para el Cortuluá en la Categoría Primera B, fichando por un año y medio. Se retira en marzo de 2019 en este club luego de veintitrés años de actividad profesional y enseguida debuta como entrenador.

## Trayectoria como entrenador

### Cortuluá
El 6 de marzo de 2019, fue oficializado como el nuevo entrenador del Cortuluá. Dirigió su primer partido en la fecha 7 del Torneo Apertura 2019 con empate 0-0 ante el Boyacá Chicó. Terminaría la temporada siendo tercero en la reclasificación, enfrentándose al Boyacá Chicó por el segundo ascenso del año.

### Deportivo Cali
El 9 de  julio de 2022, fue oficializado como nuevo director técnico del Deportivo Cali en reemplazo de Rafael Dudamel para la disputa del Torneo Finalización 2022, vínculo que duró hasta el 22 de septiembre de 2022 debido a malos resultados.

## Selección Colombia
Candelo fue parte de la selección Colombia Sub-23 que participó en el Torneo Preolímpico de Brasil, que se disputó en el mes de enero del año 2000, previo a los Juegos de Sídney. En esa competición Candelo brilló con luz propia y marcó tres goles (dos en el juego que Colombia le ganó 4-2 a Ecuador y uno más en la goleada 5-1 frente a Chile. Meses después sería convocado por Luis Augusto «Chiqui» García a la selección absoluta para los partidos frente a Perú y Ecuador para las eliminatorias para el Mundial de Corea/Japón de 2002.

### Participaciones enEliminatorias al Mundial
| Eliminatoria                                | Sede del Mundial      | Posición      | Resultado | PJ | GA | Asis |
| ------------------------------------------- | --------------------- | ------------- | --------- | -- | -- | ---- |
| Eliminatorias Mundial de Corea y Japón 2002 | Corea del Sur y Japón | 6°lugar 27pts | Eliminado | 4  | 0  | 0    |

### Participaciones enCopas Oro
| Torneo        | Sede           | Resultado  | PJ | GA | Asis |
| ------------- | -------------- | ---------- | -- | -- | ---- |
| Copa Oro 2000 | Estados Unidos | Subcampeón | 4  | 0  | 0    |

## Clubes

### Como jugador
| Club                                    | País      | Año       |
| Formativo                               | Formativo | Formativo |
| --------------------------------------- | --------- | --------- |
| Selección de fútbol del Valle del Cauca | Colombia  | 1987-1995 |
| Divisiones menores del Deportivo Cali   | Colombia  | 1987-1995 |
| Profesional                             |           |           |
| Deportivo Cali                          | Colombia  | 1996      |
| Alianza Llanos                          | Colombia  | 1996      |
| Deportivo Pasto                         | Colombia  | 1997      |
| Deportivo Cali                          | Colombia  | 1997-2000 |
| Vélez Sarsfield                         | Argentina | 2000-2001 |
| América de Cali                         | Colombia  | 2001      |
| Cortuluá                                | Colombia  | 2002      |
| Millonarios                             | Colombia  | 2002-2003 |
| Deportivo Cali                          | Colombia  | 2003-2004 |
| Cortuluá                                | Colombia  | 2004      |
| Deportivo Cali                          | Colombia  | 2005      |
| Deportes Tolima                         | Colombia  | 2005      |
| Universidad de Chile                    | Chile     | 2006      |
| Universitario                           | Perú      | 2006-2008 |
| Juan Aurich                             | Perú      | 2009      |
| UCV                                     | Perú      | 2010      |
| Millonarios                             | Colombia  | 2011-2015 |
| Cortuluá                                | Colombia  | 2016      |
| Deportivo Cali                          | Colombia  | 2016-2017 |
| Atlético Huila                          | Colombia  | 2018      |
| Cortuluá                                | Colombia  | 2018-2019 |

### Como entrenador
| Club           | País     | Año  |
| -------------- | -------- | ---- |
| Cortuluá       | Colombia | 2019 |
| Deportivo Cali | Colombia | 2022 |

## Estadísticas como jugador
- No se tienen las cuentas exactas de Mayer en el Deportivo Cali. Durante sus veinticuatro años de actividad profesional, llegó a disputar más de ochocientos partidos oficiales siendo uno de los futbolistas colombianos con mayor número de juegos.[12]

| Club                         | Div.                | Temporada           | Liga        | Liga  | Copas Nacionales | Copas Nacionales | Copas Internacionales | Copas Internacionales | Total | Total |
| Club                         | Div.                | Temporada           | Part.       | Goles | Part.            | Goles            | Part.                 | Goles                 | Part. | Goles |
| ---------------------------- | ------------------- | ------------------- | ----------- | ----- | ---------------- | ---------------- | --------------------- | --------------------- | ----- | ----- |
| Deportivo Cali · Colombia    | 1.ª                 | 1996                | Desconocido | 0     | —                | —                | —                     | —                     | 0     | 0     |
| Deportivo Cali · Colombia    | 1.ª                 | 1996-97             | Desconocido | 0     | —                | —                | —                     | —                     | 0     | 0     |
| Deportivo Cali · Colombia    | 1.ª                 | 1998                | Desconocido | 6     | —                | —                | 6                     | 1                     | 6     | 7     |
| Deportivo Cali · Colombia    | 1.ª                 | 1999                | 27          | 10    | —                | —                | 12                    | 1                     | 39    | 11    |
| Deportivo Cali · Colombia    | 1.ª                 | 2000                | 14          | 3     | —                | —                | —                     | —                     | 14    | 4     |
| Deportivo Cali · Colombia    | 1.ª                 | F-2003              | 22          | 5     | —                | —                | —                     | —                     | 22    | 5     |
| Deportivo Cali · Colombia    | 1.ª                 | A-2004              | 7           | 1     | —                | —                | 6                     | 2                     | 13    | 3     |
| Deportivo Cali · Colombia    | 1.ª                 | A-2005              | 13          | 0     | —                | —                | —                     | —                     | 13    | 0     |
| Deportivo Cali · Colombia    | 1.ª                 | F-2016              | 22          | 1     | 4                | 1                | —                     | —                     | 26    | 2     |
| Deportivo Cali · Colombia    | 1.ª                 | 2017                | 28          | 3     | 6                | 0                | 2                     | 0                     | 36    | 3     |
| Deportivo Cali · Colombia    | Total club          | Total club          | 133         | 29    | 10               | 1                | 26                    | 4                     | 169   | 35    |
| Alianza Llanos · Colombia    | 2.ª                 | 1996-II             | 5           | 1     | —                | —                | —                     | —                     | 5     | 1     |
| Alianza Llanos · Colombia    | Total club          | Total club          | 5           | 1     | 0                | 0                | 0                     | 0                     | 5     | 1     |
| Deportivo Pasto · Colombia   | 2.ª                 | A-1997              | 14          | 0     | —                | —                | —                     | —                     | 14    | 0     |
| Deportivo Pasto · Colombia   | Total club          | Total club          | 14          | 0     | 0                | 0                | 0                     | 0                     | 14    | 0     |
| Vélez Sarsfield Argentina    | 1.ª                 | 2000-01             | 18          | 1     | —                | —                | 8                     | 0                     | 26    | 1     |
| Vélez Sarsfield Argentina    | Total club          | Total club          | 18          | 1     | 0                | 0                | 8                     | 0                     | 26    | 1     |
| América de Cali · Colombia   | 1.ª                 | F-2001              | 7           | 0     | —                | —                | —                     | —                     | 7     | 0     |
| América de Cali · Colombia   | Total club          | Total club          | 7           | 0     | 0                | 0                | 0                     | 0                     | 7     | 0     |
| Cortuluá · Colombia          | 1.ª                 | A-2002              | 15          | 2     | —                | —                | 4                     | 1                     | 19    | 3     |
| Cortuluá · Colombia          | 1.ª                 | F-2004              | 6           | 1     | —                | —                | —                     | —                     | 6     | 1     |
| Cortuluá · Colombia          | 1.ª                 | A-2016              | 22          | 3     | —                | —                | —                     | —                     | 22    | 3     |
| Cortuluá · Colombia          | 2.ª                 | F-2018              | 18          | 0     | —                | —                | —                     | —                     | 18    | 0     |
| Cortuluá · Colombia          | 2.ª                 | A-2019              | 6           | 0     | 1                | 0                | —                     | —                     | 7     | 0     |
| Cortuluá · Colombia          | Total club          | Total club          | 67          | 6     | 1                | 0                | 4                     | 1                     | 68    | 7     |
| Millonarios · Colombia       | 1.ª                 | F-2002              | 18          | 2     | —                | —                | —                     | —                     | 18    | 2     |
| Millonarios · Colombia       | 1.ª                 | A-2003              | 18          | 5     | —                | —                | —                     | —                     | 18    | 5     |
| Millonarios · Colombia       | 1.ª                 | 2011                | 39          | 4     | 11               | 2                | —                     | —                     | 50    | 6     |
| Millonarios · Colombia       | 1.ª                 | 2012                | 31          | 3     | 2                | 0                | 9                     | 0                     | 42    | 3     |
| Millonarios · Colombia       | 1.ª                 | 2013                | 38          | 3     | 7                | 0                | 4                     | 0                     | 49    | 3     |
| Millonarios · Colombia       | 1.ª                 | 2014                | 38          | 4     | 7                | 2                | 2                     | 0                     | 47    | 6     |
| Millonarios · Colombia       | 1.ª                 | 2015                | 40          | 3     | 3                | 2                | —                     | —                     | 43    | 5     |
| Millonarios · Colombia       | Total club          | Total club          | 222         | 24    | 30               | 6                | 15                    | 0                     | 267   | 30    |
| Deportes Tolima · Colombia   | 1.ª                 | F-2005              | 16          | 1     | —                | —                | —                     | —                     | 16    | 1     |
| Deportes Tolima · Colombia   | Total club          | Total club          | 16          | 1     | 0                | 0                | 0                     | 0                     | 16    | 1     |
| Universidad de Chile · Chile | 1.ª                 | A-2006              | 21          | 3     | —                | —                | —                     | —                     | 21    | 3     |
| Universidad de Chile · Chile | Total club          | Total club          | 21          | 3     | 0                | 0                | 0                     | 0                     | 21    | 3     |
| Universitario · Perú         | 1.ª                 | F-2006              | 18          | 2     | —                | —                | 1                     | 0                     | 19    | 2     |
| Universitario · Perú         | 1.ª                 | 2007                | 35          | 8     | 2                | 0                | 1                     | 0                     | 38    | 8     |
| Universitario · Perú         | 1.ª                 | 2008                | 33          | 6     | —                | —                | 1                     | 0                     | 34    | 6     |
| Universitario · Perú         | Total club          | Total club          | 86          | 16    | 2                | 0                | 3                     | 0                     | 91    | 16    |
| Juan Aurich · Perú           | 1.ª                 | 2009                | 38          | 13    | 4                | 0                | —                     | —                     | 42    | 13    |
| Juan Aurich · Perú           | Total club          | Total club          | 38          | 13    | 4                | 0                | 0                     | 0                     | 42    | 13    |
| UCV · Perú                   | 1.ª                 | 2010                | 30          | 11    | —                | —                | 2                     | 0                     | 32    | 11    |
| UCV · Perú                   | Total club          | Total club          | 30          | 11    | 0                | 0                | 2                     | 0                     | 32    | 11    |
| Atlético Huila · Colombia    | 1.ª                 | A-2018              | 15          | 0     | —                | —                | —                     | —                     | 15    | 0     |
| Atlético Huila · Colombia    | Total club          | Total club          | 15          | 0     | 0                | 0                | 0                     | 0                     | 15    | 0     |
| Total en su carrera          | Total en su carrera | Total en su carrera | 672         | 105   | 47               | 7                | 58                    | 5                     | 777   | 118   |

### Selección
| Selección         | Año               | Amistosos | Amistosos | Copa de Oro | Copa de Oro | Eliminatorias mundialistas | Eliminatorias mundialistas | Preolímpico | Preolímpico | Total | Total |
| Selección         | Año               | PJ        | G         | PJ          | G           | PJ                         | G                          | PJ          | G           | PJ    | G     |
| ----------------- | ----------------- | --------- | --------- | ----------- | ----------- | -------------------------- | -------------------------- | ----------- | ----------- | ----- | ----- |
| Colombia Sub-23   | 2000              | --        | --        | --          | --          | --                         | --                         | 4           | 3           | 4     | 3     |
| Colombia Sub-23   | Total             | --        | --        | --          | --          | --                         | --                         | 4           | 3           | 4     | 3     |
| Colombia absoluta | 1999              | 2         | 0         | --          | --          | --                         | --                         | --          | --          | 2     | 0     |
| Colombia absoluta | 2000              | 1         | 0         | 4           | 0           | 4                          | 0                          | --          | --          | 9     | 0     |
| Colombia absoluta | 2003              | 1         | 0         | --          | --          | --                         | --                         | --          | --          | 1     | 0     |
| Colombia absoluta | Total             | 4         | 0         | 4           | 0           | 4                          | 0                          | --          | --          | 12    | 0     |
| Total en Colombia | Total en Colombia | 4         | 0         | 4           | 0           | 4                          | 0                          | 4           | 3           | 16    | 3     |

### Resumen estadístico
| Competición           | Partidos | Goles | Promedio |
| --------------------- | -------- | ----- | -------- |
| Liga                  | 672      | 106   | 0.16     |
| Copas nacionales      | 47       | 7     | 0.15     |
| Copas internacionales | 58       | 5     | 0.09     |
| Selección absoluta    | 12       | 0     | 0.00     |
| Selección sub-23      | 4        | 3     | 0.75     |
| Total                 | 793      | 121   | 0.15     |

## Estadísticas como entrenador
| Equipo                    | Div.                | Temporada           | Liga | Liga | Liga | Liga |    | Copa | Copa | Copa | Copa |   | Internacional | Internacional | Internacional | Internacional |   | Otros | Otros | Otros | Otros |    | Totales     | Totales | Totales | Totales | Totales | Totales | Totales | Totales |
| Equipo                    | Div.                | Temporada           | PD   | G    | E    | P    | PD | G    | E    | P    | PD   | G | E             | P             | PD            | G             | E | P     | PD    | G     | E     | P  | Rendimiento | GF      | GC      | Dif.    |         |         |         |         |
| ------------------------- | ------------------- | ------------------- | ---- | ---- | ---- | ---- | -- | ---- | ---- | ---- | ---- | - | ------------- | ------------- | ------------- | ------------- | - | ----- | ----- | ----- | ----- | -- | ----------- | ------- | ------- | ------- | ------- | ------- | ------- | ------- |
| Cortuluá · Colombia       | 2.ª                 | 2019                | 38   | 19   | 6    | 13   | 4  | 1    | 1    | 2    | -    | - | -             | -             | 2             | 0             | 1 | 1     | 44    | 20    | 8     | 16 | 51.51 %     | 68      | 50      | +18     |         |         |         |         |
| Cortuluá · Colombia       | Total               | Total               | 38   | 19   | 6    | 13   | 4  | 1    | 1    | 2    | 0    | 0 | 0             | 0             | 2             | 0             | 1 | 1     | 44    | 20    | 8     | 16 | 51.51 %     | 68      | 50      | +18     |         |         |         |         |
| Deportivo Cali · Colombia | 1.ª                 | 2022                | 13   | 1    | 5    | 7    | -  | -    | -    | -    | -    | - | -             | -             | -             | -             | - | -     | 13    | 1     | 5     | 7  | 20.51 %     | 16      | 28      | –12     |         |         |         |         |
| Deportivo Cali · Colombia | Total               | Total               | 13   | 1    | 5    | 7    | 0  | 0    | 0    | 0    | 0    | 0 | 0             | 0             | -             | -             | - | -     | 13    | 1     | 5     | 7  | 20.51 %     | 16      | 28      | –12     |         |         |         |         |
| Total en su carrera       | Total en su carrera | Total en su carrera | 51   | 20   | 11   | 20   | 4  | 1    | 1    | 2    | 0    | 0 | 0             | 0             | 2             | 0             | 1 | 1     | 57    | 21    | 13    | 23 | 44.44 %     | 84      | 78      | +6      |         |         |         |         |
| 1. 2. 3.                  |                     |                     |      |      |      |      |    |      |      |      |      |   |               |               |               |               |   |       |       |       |       |    |             |         |         |         |         |         |         |         |

## Palmarés

### Como jugador
| Título              | Club            | País     | Año     |
| ------------------- | --------------- | -------- | ------- |
| Primera división    | Deportivo Cali  | Colombia | 1995-96 |
| Primera división    | Deportivo Cali  | Colombia | 1998    |
| Primera división    | América de Cali | Colombia | 2001    |
| Torneo Apertura     | Universitario   | Perú     | 2008    |
| Copa Colombia       | Millonarios     | Colombia | 2011    |
| Torneo Finalización | Millonarios     | Colombia | 2012    |

### Distinciones individuales
| Distinción                                                                                             | Año  |
| --- | ---- |
| Incluido en el equipo ideal del Campeonato Descentralizado, según el portal periodístico DeChalaca.com | 2009 |
| Goleador histórico de la Copa Ciudad de Trujillo                                                       | 2011 |